# インプット -記憶-
『インプット -記憶-』（原題: SECOND NATURE）は、2003年のアメリカ合衆国の映画。

## あらすじ
ある日、ケインは目が覚めると、自らが操縦していた飛行機が事故を起こし、一緒にいた妻子が亡くなった事を告げられた。
だが、のちに彼はそれが偽りであることを知ってしまう。

## キャスト
| 役名             | 俳優                     | 日本語吹替 |
| ---------------- | ------------------------ | ---------- |
| ケイン           | アレック・ボールドウィン | 松岡大介   |
| フェローズ       | ルイーズ・ロンバード     | 湯屋敦子   |
| リード           | パワーズ・ブース         | 小田桐一   |
| オーゲンブリック | フィリップ・ジャクソン   | 丸山壮史   |
| エイミー         | コートニー・ローワン     | 黒崎雅     |
| フランク         | ピップ・トレンズ         | 小栗雄介   |
| ティニー         | スティーヴン・ウィッカム | 中村浩太郎 |
| ナンシー         | ローレライ・キング       | 倉田葉子   |

- その他の日本語吹き替え：山下麻衣子／若泉絵子／横山和幸／大島美子／芦澤孝臣／熊坂欣太郎／金井則行／野口賀代